# Hypenetes obtusus
Hypenetes obtusus är en tvåvingeart som beskrevs av Engel 1929. Hypenetes obtusus ingår i släktet Hypenetes och familjen rovflugor. Inga underarter finns listade i Catalogue of Life.